# Theo Buijs
Theodorus Wilhelmus Johannes (Theo) Buijs (Deventer, 27 november 1945) is een Nederlandse oud-voetballer. Hij verhuisde op tweejarige leeftijd naar Amsterdam. Buijs keerde op vijftienjarige leeftijd terug naar Deventer en ging daar voetballen bij vierdeklasser SV Helios. Op moment dat hij als zestienjarige in het eerste zou komen, ging hij terug naar Amsterdam waar hij ging voetballen bij DCG. Bij DCG stond Buijs al snel in het eerste elftal. In 1968 werd hij met DCG kampioen van Nederland. Hij maakte
zoveel furore dat hij werd gekozen voor de selectiegroep van het Nederlands amateurelftal.
Theo Buijs debuteerde op 12 november 1967 in het eerste elftal van Ajax. De transfersom bedroeg ƒ 3000,-. Hij kwam al snel in de hoofdmacht omdat Piet Keizer geschorst was. Buijs speelde met de jonge Johan Cruijff, Piet Keizer en Sjaak Swart, onder Rinus Michels. Hij scoorde drie keer in een wedstrijd tegen Fortuna'54, maar kwam tekort voor het eerste. Tussen november 1967 en februari 1968 speelde hij zeven wedstrijden in het eerste, waarvan één in Deventer tegen Go Ahead. Ajax won die wedstrijd met 1–0.
Buijs werd voor het seizoen 1968/1969 voor ƒ 40.000,- verkocht aan GVAV. Hiervoor speelde hij in 41 officiële wedstrijden, waarin hij viermaal scoorde. Vervolgens kwam Buijs nog vier seizoenen voor Volendam uit.